# Сен-Пьер-д’Ирюб (кантон)
Сен-Пьер-д’Ирю́б (фр. Saint-Pierre-d'Irube) — упразднённый французский кантон, находился в регионе Аквитания, департамент Атлантические Пиренеи. Входил в состав округа Байонна.
Код INSEE кантона — 6452. Всего в кантон Сен-Пьер-д’Ирюб входили 5 коммун, из них главной коммуной являлась Сен-Пьер-д’Ирюб.

## Население
Население кантона на 2012 год составляло 16 083 человека.
| 1962 | 1968 | 1975 | 1982 | 1990   | 1999   | 2006   | 2012   |
| ---- | ---- | ---- | ---- | ------ | ------ | ------ | ------ |
| —    | —    | —    | 9282 | 11 451 | 13 066 | 15 016 | 16 083 |

## Коммуны кантона
| Коммуна         | Население, чел. (2012) | Почтовый индекс | Код INSEE |
| --------------- | ---------------------- | --------------- | --------- |
| Вильфранк       | 2370                   | 64990           | 64558     |
| Лаонс           | 2041                   | 64990           | 64304     |
| Мугер           | 4741                   | 64990           | 64407     |
| Сен-Пьер-д’Ирюб | 4605                   | 64990           | 64496     |
| Юркюит          | 2326                   | 64990           | 64540     |